# Stor-Mörttjärnen, Gästrikland
Stor-Mörttjärnen är en sjö i Ockelbo kommun i Gästrikland och ingår i Testeboåns huvudavrinningsområde. Sjön har en area på 0,15 kvadratkilometer och ligger 222,8 meter över havet. Sjön avvattnas av vattendraget Laån.

## Delavrinningsområde
Stor-Mörttjärnen ingår i det delavrinningsområde (674935-154073) som SMHI kallar för Ovan 674618-154301. Medelhöjden är 195 meter över havet och ytan är 9,58 kvadratkilometer. Det finns inga avrinningsområden uppströms utan avrinningsområdet är högsta punkten. Laån som avvattnar avrinningsområdet har biflödesordning 2, vilket innebär att vattnet flödar genom totalt 2 vattendrag innan det når havet efter 65 kilometer. Avrinningsområdet består mestadels av skog (89 procent). Avrinningsområdet har 0,48 kvadratkilometer vattenytor vilket ger det en sjöprocent på 5 procent.